# 공평동 (대구)
공평동(公平洞)은 대구광역시 중구의 법정동 중 하나로, 행정동 성내1동의 관할에 속한다.

## 연혁
- 1914년 : 남성면과 신전리 일부를 합해 남룡강정(南龍岡町)으로 함
- 1947년 : 정(町)을 동(洞)으로 환원하면서 대구시 공평동으로 함
- 1981년 : 대구직할시 중구 공평동으로 함
- 1995년 : 대구광역시 중구 공평동으로 함

## 지명 유래
모든 일을 공평하게 처리하라는 뜻에서 동명이 유래했다. 이 유래는 서울특별시 종로구의 공평동과 같은데, 서울의 공평동은 일제가 붙였고 대구의 공평동은 일제 잔재를 없애고자 대한민국에서 붙인 이름이라는 것이 다르다.